# Eupithecia ammonata
Eupithecia ammonata är en fjärilsart som beskrevs av Mcdunnough 1929. Eupithecia ammonata ingår i släktet Eupithecia och familjen mätare. Inga underarter finns listade i Catalogue of Life.